# La Banda
Pour les articles homonymes, voir La Banda (série télévisée).
La Banda est une ville de la province de Santiago del Estero, en Argentine, et le chef-lieu du département de Banda. 
Elle fait partie de l'agglomération urbaine de la capitale provinciale, Santiago del Estero, dont elle est séparée par le Rio Dulce. Elle comptait 95 178 habitants en 2001.

## Histoire
C´est la deuxième ville importante, au centre nord de l´Argentine. Elle se trouve à l´est de Santiago del Estero.
En 1912, par loi provinciale, le village de Banda devient ville. Les premiers habitants sont les « Lules » et les « Vilelas », des aborigènes. Quand les espagnols arrivent au XVIIe siècle l´actuelle ville se forme. En 1886, avec le train et avec la construction du pont « Carretero » qui la relie à la capitale, La Banda se développe avec l'agriculture, le chemin du fer favorisant le commerce.

## Culture

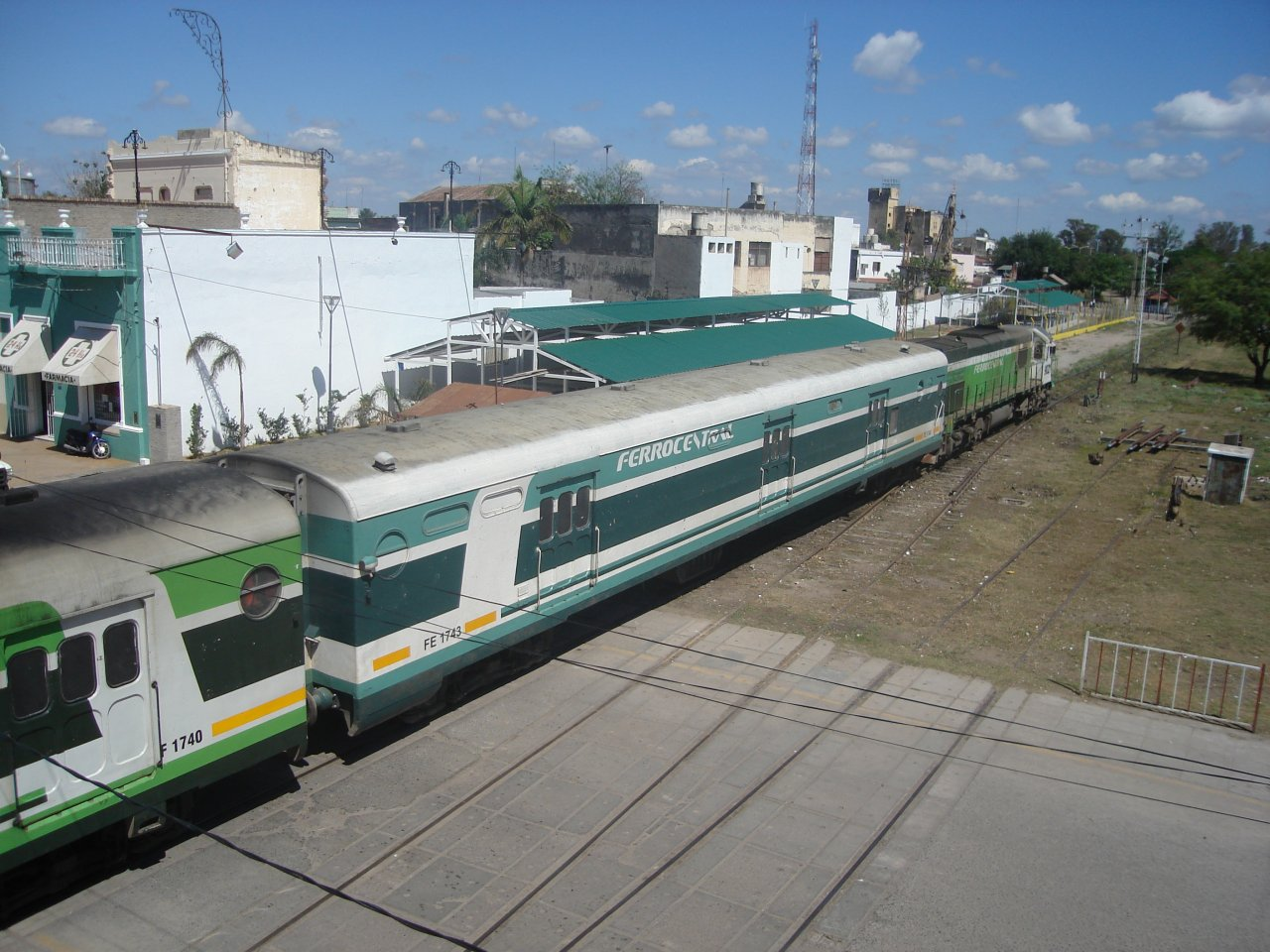
Ferrocentral Express au départ de La Banda

Cette ville se caractérise par ses artistes, ses écrivains, ses poètes, son folklore. C´est pour cela que La Banda est appelée « Cuna de Poetas y cantores » c´est-à-dire, la terre, des écrivains et des chanteurs, qui portent les valeurs et les richesses culturelles transmises de génération en génération dans les familles, comme identification régionale, ce qui permet aux argentins et au reste du monde de connaitre la ville.
Parmi les écrivains, on trouve : Jorge Washington Ábalos, Blanca Irurzún, Domingo Bravo ; des artistes plastiques : Juanita Briones, Adela Llugdar, Nelly Orieta, ; des sculpteurs de bois comme Roberto Benavidez, Pedro Ramirez, Luis Guzmán, etc ; des artistes comme : Julio Argentino Gérez, Cristóforo Juarez, PabloRaúl Trullenque, la Famille Carabajal et pour la danse : Los látigos, Omar Silva, Juan Ceballos, Humberto Romano. 
La plupart des artistes habitent en dehors de La Banda, parce qu´ils ont plus des accessibilités pour travailler dans le reste du pays, mais ils retournent toujours à la ville pour les principales manifestations culturelles de la ville, Le folklore dans ses expressions du chant et de la danse est très important pour la culture des « Bandeños » parce que c´est la culture populaire